# (2031) BAM
(2031) BAM est un astéroïde de la ceinture principale.
Il a été ainsi baptisé en référence à la ligne de chemin de fer Baïkal Amour Magistral, qui relie le lac Baïkal au fleuve Amour, soit un trajet de 4 234 kilomètres.